# Барон Милн

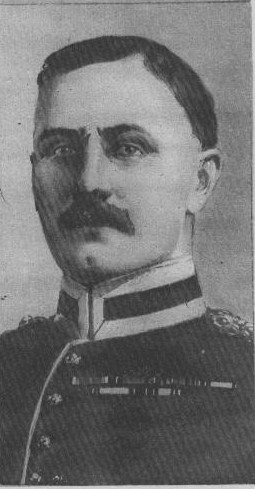
Фельдмаршал Джордж Фрэнсис Милн, 1-й барон Милн

Барон Милн из Салоник и Рубислава в графстве Абердин — наследственный титул в системе Пэрства Соединённого королевства. Он был создан 26 января 1933 года для британского военачальника, фельдмаршала сэра Джорджа Милна (1866—1948). Ранее он занимал должности начальника имперского генерального штаба (1926—1933), а затем констебля Лондонского Тауэра (1933—1938). 
По состоянию на 2024 год носителем титула являлся его внук, Джордж Александр Милн, 3-й барон Милн (род. 1941), который стал преемником своего отца в 2005 году. Нынешний лорд Милн — антиквар и почётный гражданин Лондона.

## Бароны Милн (1933)
- 1933—1948: Джордж Фрэнсис Милн, 1-й барон Милн (5 ноября 1866 — 23 марта 1948), сын Джорджа Милна (1825—1890)[1];
- 1948—2005: Джордж Дуглас Милн, 2-й барон Милн (10 февраля 1909 — 1 февраля 2005), единственный сын предыдущего[2];
- 2005 — настоящее время: Джордж Александр Милн, 3-й барон Милн (род. 1 апреля 1941), старший сын предыдущего[3];
  - Наследник титула: достопочтенный Иэн Чарльз Луис Милн (род. 16 сентября 1949), младший брат предыдущего[4];
    - Наследник наследника: Иэн Эдуардо Александр Милн (род. 1990), старший сын предыдущего[5].